# Guntram Pflaum
Guntram Pflaum (* 13. April 1903 in Freystadt; † vermutlich 1945) war ein deutscher SS-Führer. Er war Leiter des Lebensborn e. V. zur Zeit des Nationalsozialismus.

## Leben
Pflaum, von Beruf zunächst kaufmännischer Angestellter, gehörte von 1922 bis 1924 dem Bund Oberland an. Zum 1. August 1932 trat er der NSDAP bei (Mitgliedsnummer 1.200.703) und schloss sich auch der SS an (SS-Nummer 39.477). Zunächst gehörte Pflaum der I. SS-Standarte in München an und wechselte von dort 1935 als Stabsführer in die „Reichsstelle für Sippenforschung“. Zudem gehörte er ab 1938 dem Persönlichen Stab des Reichsführers SS an und stieg im April 1939 in der allgemeinen SS bis zum SS-Standartenführer auf.
Offiziell wurde Pflaum am 1. Januar 1938 zum Geschäftsführer des Lebensborn e. V. ernannt und bekleidete diese Funktion bis zum Frühjahr 1940. Hintergrund für die Ablösung von diesem Posten durch seinen Nachfolger Max Sollmann war die Verschuldung des Vereins, für die er verantwortlich gemacht wurde. Danach wurde er zum Kriegsdienst während des Zweiten Weltkrieges eingezogen. Durch Reichsführer SS Heinrich Himmler wurde Pflaum im Spätsommer 1941 nach Beginn des Deutsch-Sowjetischen Krieges mit Bildung des „Sonderkommandos Pflaum“ beauftragt. Dieses Sonderkommando, das beim Höheren SS- und Polizeiführer (HSSPF) Russland-Mitte angesiedelt war, hatte dort u. a. die Aufgabe, deutschstämmige Kinder aufzuspüren und in SS-Kinderheimen bzw. deutschen Adoptivfamilien unterbringen zu lassen. Im Zuge des kriegsbedingten Rückzugs der Wehrmacht kümmerte sich Pflaum um die Evakuierung von Kindern, deren Väter deutsche Soldaten waren. Ab Anfang August 1943 war er Rasse- und Siedlungsführer beim HSSPF Ostland. Bereits ab 1942, andere Quellen schreiben Mai 1943, war er Sonderbeauftragter des RFSS für Schädlingsbekämpfung und bereiste in dieser Funktion die Konzentrationslager.
Pflaum wurde vermutlich im KZ Ebensee nach dessen Befreiung im Jahr 1945 von ehemaligen Häftlingen getötet. Er gilt als vermisst.